# بني المش (حيران)

تعديل مصدري - تعديل

بني المش هي إحدى قرى عزلة الدير بمديرية حيران التابعة لمحافظة حجة، بلغ تعداد سكانها 440 نسمة حسب تعداد اليمن لعام 2004.